# Li Hongzhang
Pour les articles homonymes, voir Li.
Li Hongzhang (chinois simplifié : 李鸿章 ; chinois traditionnel : 李鴻章 ; pinyin : Lǐ Hóngzhāng), autrefois également orthographié, en Occident, Li Hung Chang ou Li-Houng-Tchang), (15 février 1823 – 7 novembre 1901) est un général et homme d'État chinois ayant tenu un rôle de premier plan à la fin de l'empire Qing. Il occupe des postes importants à la Cour Impériale, dont celui de vice-roi du Zhili.

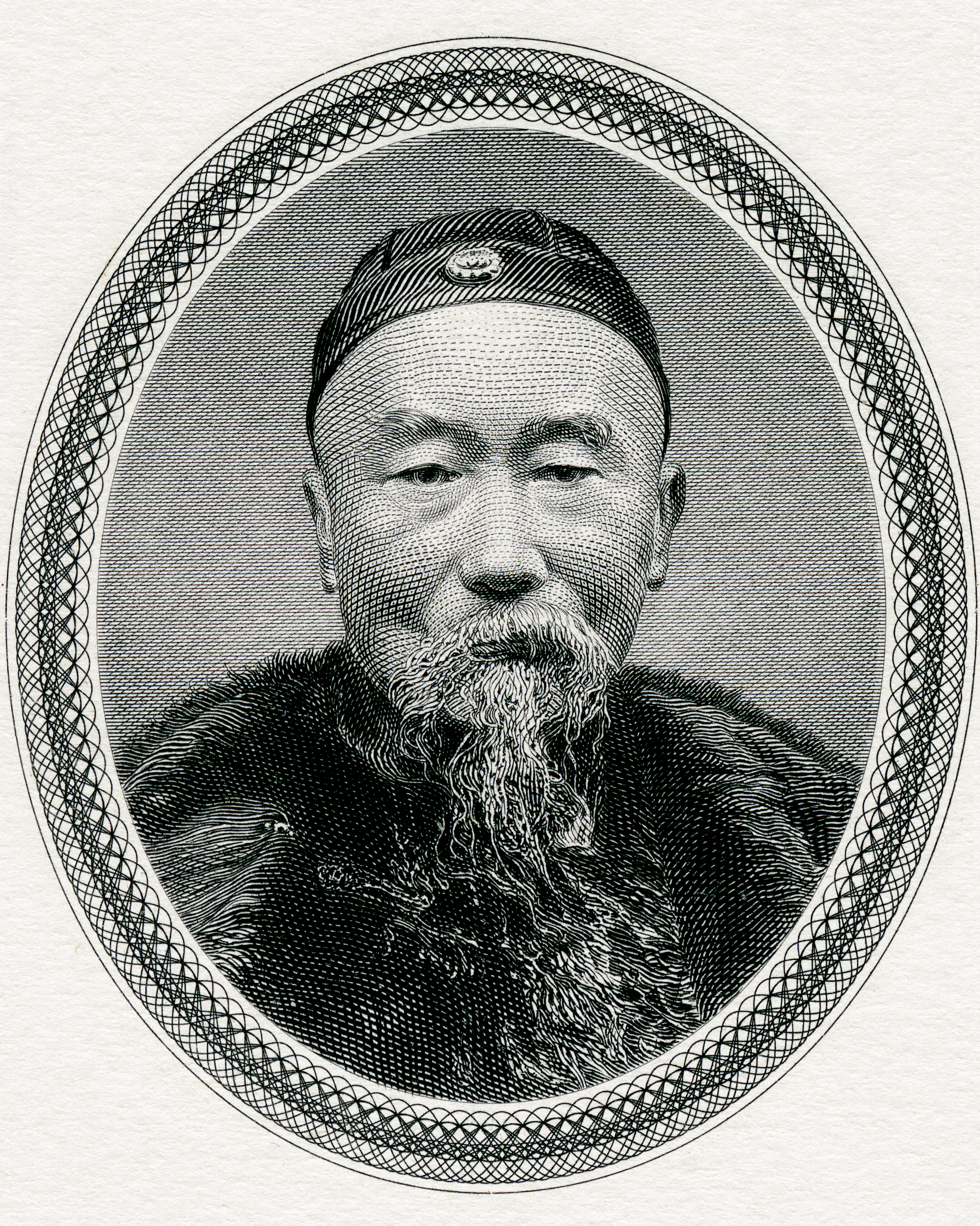

Il joue un rôle important dans la contre-offensive de l'empire Qing face à la révolte des Taiping, en levant une milice dans sa province, l'armée de l'Anhui.
Mais sa place dans l'histoire de la Chine provient surtout du rôle décisif qu'il joue pour constituer une armée chinoise moderne, « l'armée de Beiyang », à partir précisément de l'armée de l'Anhui. Cette réforme considérable, qu'il mène de 1880 à 1900 environ, s'accompagne de la création d'une marine moderne, la flotte de Beiyang.

## Biographie
Li Hongzhang est né dans le village de Qunzhi (群治村), à une quinzaine de kilomètres au nord-est de Hefei, dans l'Anhui. 
Lorsque les rebelles Taiping envahissent les provinces centrales de Chine, Li Hongzhang lève une milice pour défendre sa région natale. Ses actions pour servir la cause impériale face à la rébellion Taiping attirent l'attention de Zeng Guofan, général chargé de réorganiser la défense de l'empire dans le centre de la Chine.
Il mène les troupes chinoises sous la dynastie Qing, lors de la première guerre sino-japonaise et il est le signataire du traité de Shimonoseki (17 avril 1895) qui conclut l'entente d'armistice et cède Formose (Taïwan) au Japon. À la suite d'une tentative d'assassinat contre lui par un nationaliste japonais, le gouvernement japonais, représenté par Mutsu Munemitsu, réduit de lui-même l'indemnité qu'il réclame à la Chine. Mutsu fait cette remarque célèbre : « L'infortune de Li fait la bonne fortune du grand empire Qing ».
Il est aussi chargé des Affaires étrangères de l'Empire céleste : à ce titre, il est le signataire avec les Russes de deux traités inégaux, le traité Li-Lobanov (également appelé traité secret sino-russe), le 3 juin 1896, et la convention russo-chinoise du 15 (27) mars 1898, donnant la concession de Port-Arthur aux Russes pour une durée de vingt ans, alors que les Allemands avaient obtenu celle de Kiautschou quelques mois plus tôt. 
Ayant assisté en 1896 au couronnement du Tsar Nicolas II, il visita également les Etats-Unis, le Canada, le Royaume-Uni, la France, la Belgique. Il s'intéressait notamment au développement du chemin de fer.
Le Roi des Belges Léopold II l'invita à Bruxelles pour lui vanter les compétences belges et obtenir une concession dans le domaine ferroviaire. Peu après fut fondée la "Société d'études de chemins de fer en Chine" qui associait un groupe belge et l'Etat indépendant du Congo (propriété personnelle du Roi) et un contrat fut obtenu en 1898 avec la Chine pour la réalisation de la ligne Hangkow-Pékin. Cette ligne fut réalisée par l'ingénieur Jean Jadot, avec des capitaux français également. 
Sa mission diplomatique à Paris en 1896 fut un véritable événement dont la presse de l'époque se fit l'écho.

## Diplomatie française
L’amiral Henri Rieunier, commandant en chef la division navale de l’Extrême-Orient, a des entretiens diplomatiques au nom de la France, avec le prince Chun Zaifeng, Li Hongzhang et le grand maréchal tartare Chan-Tsing, à Chefoo, le 22 mai 1886. L’amiral Henri Rieunier est reçu au domicile du prince Chun Zaifeng en mars 1886, à Port-Arthur, en compagnie de l’amiral anglais Sir Versey Hamilton pour une réception protocolaire des représentants des deux grandes puissances navales présentes en Chine, au XIXe siècle.